# Loetsk
Loetsk (Oekraïens: Луцьк; Pools: Łuck) is een stad in het noordwesten van Oekraïne, gelegen aan de rivier de Styr. Het is de hoofdstad van de oblast Wolynië. In 2021 woonden er 217.197 mensen in de stad. De stad onderhoudt een stedenband met het Poolse Rzeszów.

## Geschiedenis
Volgens de legenden werd Loetsk al in de 7e eeuw gesticht, maar pas in 1085 wordt het in documenten genoemd.
De naam van de oblast komt van de grotere historische regio Wolynië.

## Naam
Er zijn 3 theorieën over de Slavische naam van de stad:
- Het komt van het oud-Slavische woord luka, wat bocht (in de rivier) betekent.
- Het komt van Luka, de leider van de Dulebs, een oude Slavische stam.
- Het komt van Luchanii, een vertakking van de Dulebs.

## Sport
Volyn Loetsk is de professionele voetbalclub van Loetsk en speelde meerdere seizoenen op het hoogste Oekraïense niveau, de Premjer Liha. De club speelt in het Avanhard Stadion.

## Bekende personen uit Loetsk
- Benedykt Chmielowski (1700-1763), priester en schrijver
- Lesja Oekrajinka, dichteres en auteur
- Oksana Zaboezjko, dichteres en auteur
- Anatoli Tymosjtsjoek (1979), voetballer
- Józef Ignacy Kraszewski, Poolse schrijver
- Vjatsjeslav Sjevtsjoek (1979), voetballer

## Bezienswaardigheden
- Drie-eenheidskathedraal